# دانيال دوسن
دانيال دوسن (بالإنجليزية: Daniel Dawson)‏ (15 أكتوبر 1977 بكالغورلي في أستراليا - ) هو ملاكم كيك بوكسينغ وملاكم أسترالي، صنّف ضمن فئة الوزن المتوسط الخفيف ‏.

## روابط خارجية
- دانيال دوسن على موقع بوكس ريك (الإنجليزية) (registration required)